# Fellner Jakab

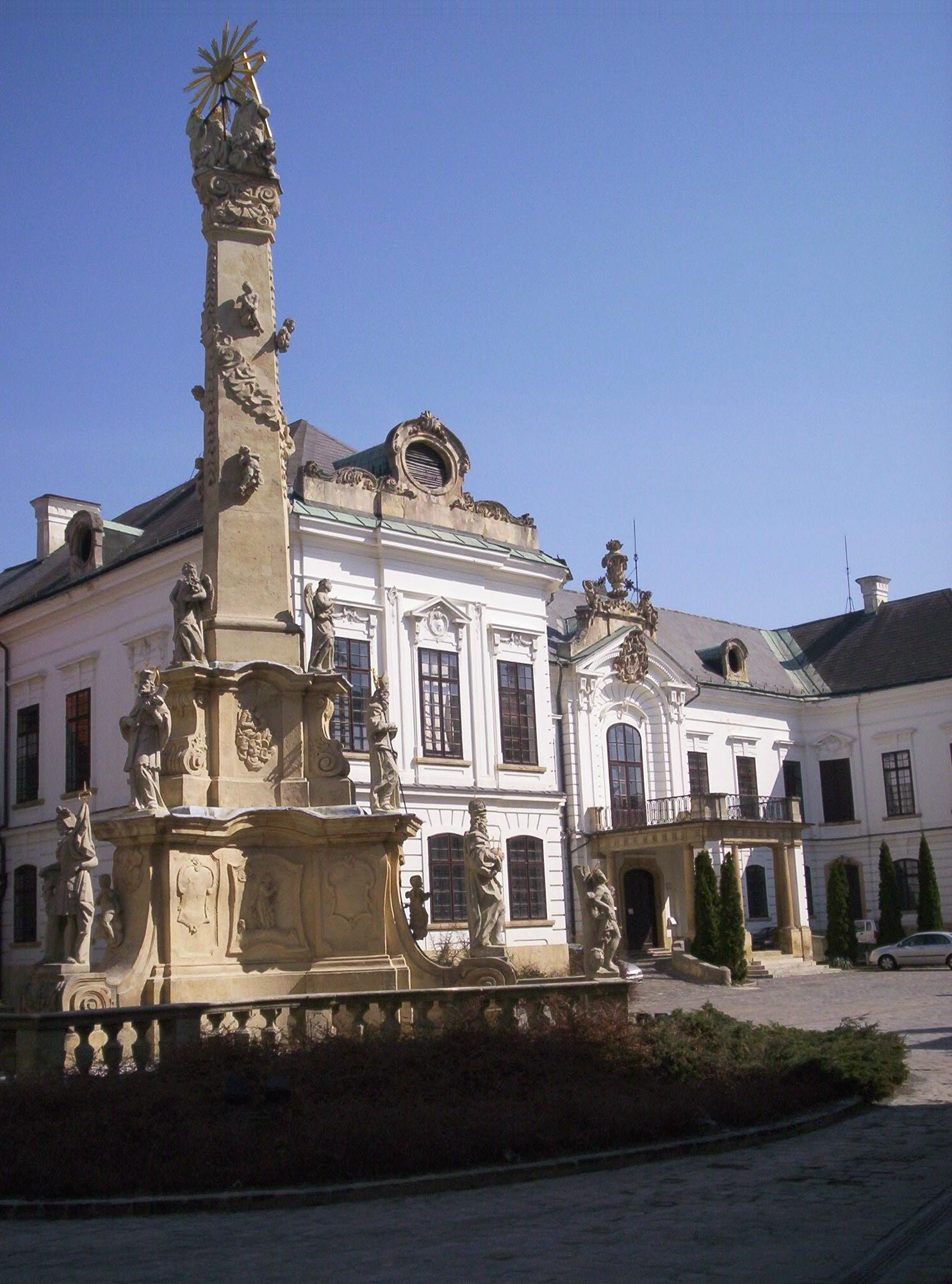
Veszprém:Szentháromság szobor és az érseki palota

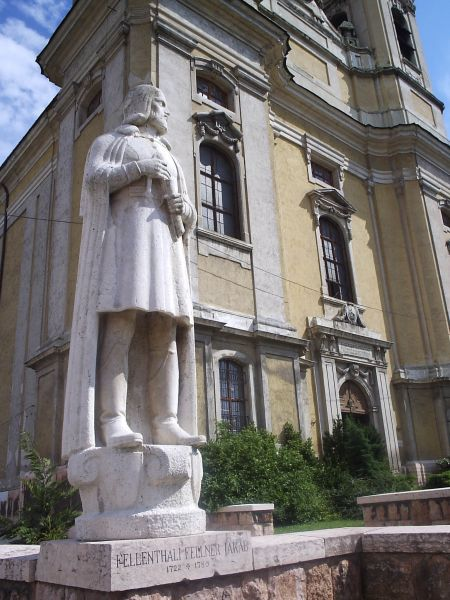
Tata: Fellner Jakab szobra

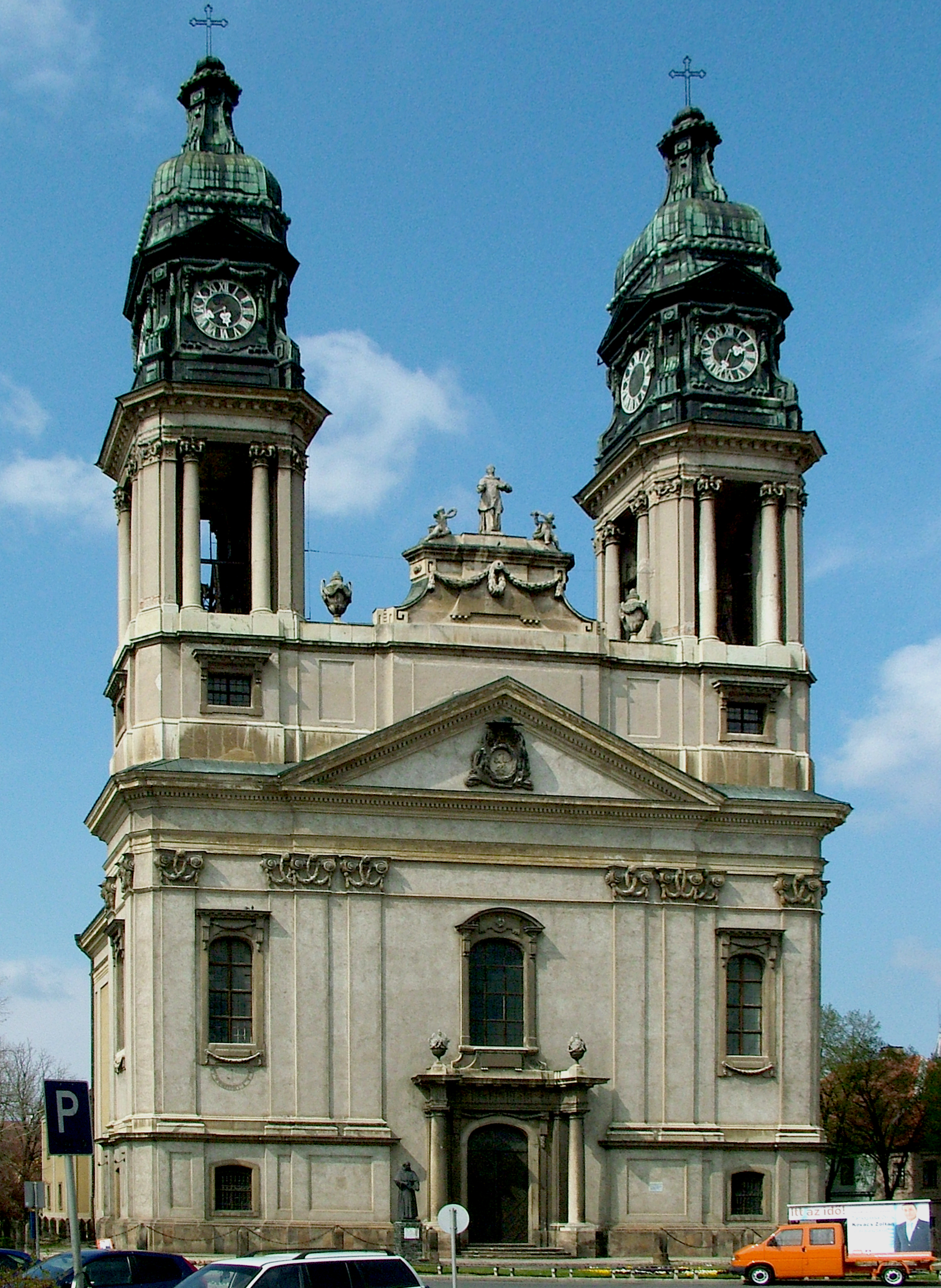
Pápa: Rk. nagytemplom

Fellner Jakab (Fellenthali Fellner Jakab) (Nikolsburg, 1722. július 25. – Tata, 1780. december 12.) építész, a késő barokk copf stílusú építészet egyik legkiválóbb magyarországi mestere.

## Élete
Morvaországban született. Képesítés nélküli építész volt, aki a helyi építőmesteri gyakorlatból kinőve vált sikeres, elismert, keresett szakemberré.
1745-ben telepedett le Tatán, ahol kisebb-nagyobb megszakításokkal egészen haláláig élt. Jelentős szerepe volt Tata, Pápa, Eger és Veszprém városképének kialakításában. A klasszicizáló késő barokk építészet legkiválóbb hazai mestere. Főleg az Esterházy grófok számára dolgozott, majd szakmai jó hírének köszönhetően másoktól is sok megbízatást kapott. Az első jelentős munkája a tatai római katolikus plébániatemplom volt, ezt eredetileg Franz Anton Pilgram tervei szerint kezdték el építeni 1751-ben, de a munkálatok döntő hányadát Fellner Jakab végezte el. Az ő halálát követően pedig 1783-ban segédje, Grossmann József fejezte be, aki özvegyét feleségül vette, és több más félbemaradt munkáját befejezte.
Fellner egy ideig Komárom vármegye szolgálatában állt. 1762-ben a Lamberg család kastélyát tervezte Móron. Eszterházy Károly püspök 1764-ben az egri püspöki uradalom egyes építkezéseinek tervezésével bízta meg; pályafutása ekkor ívelt fel. Itt első munkája a püspöki kastély lépcsőháza és kápolnája volt 1766-ban. Az ő nevéhez fűződik a veszprémi püspöki palota tervezése is. A Josef Ignaz Gerl bécsi építész által tervezett egri Líceum építését 1765-ben vette át. 1768–1774 között tervezte a veszprémi püspöki palotát, amely az európai késő barokk számottevő emléke, legragyogóbb változata. Utolsó nagy alkotása a pápai plébániatemplom volt 1773-ban, amely klasszicizáló homlokzatával és világos, tágas belső terével a magyar templomépítés egyik típusalakító őse. A meglévő építészeti adottságok, a hely és a táj kitűnő kihasználásának egyik kiváló példája a veszprémi aggpapok háza, amely 1770–1778 között épült.
Fellner Jakab 1773-ban nemességet kapott. Tatán hunyt el, és saját kérésére itt temették el az általa épített Szent Kereszt felmagasztalása római katolikus templom kriptájában. Emlékét a Nagytemplom falán az 1940-es évek elején elhelyezett emléktábla is őrzi:
„Fellentháli Fellner Jakab 1722–1780. A XVIII. századi Magyarország legnagyobb építőművésze és mérnöke volt, barokk szellemű alkotásainak egyéni stílusa harmonikusan forrt egybe a magyar tájjal és lélekkel. Fáradhatatlan munkássága szebbé, gazdagabbá tette hazánkat. Művészetét Eger, Pápa, Veszprém, Pozsony, Csejklész, Mór, Kecskéd, Kistálya és főleg Tata emlékei hirdetik. Itteni főalkotásai: a plébániatemplom, a kastély, a piaristák rendháza, a kálváriakápolna. Nagyszerű tervet készített az öregvárnak várkastéllyá való átépítésére. A mester Tatáé volt, innen indult el dicsőséges útjára, itt lakott, innen irányította többi építkezését is. Tatán halt meg és porladó hamvai itt szemben nyugszanak a hatalmas alkotásának kriptájában. Halhatatlan emlékét hirdeti e szobor, amelyet 160 évvel halála után emelt a hálás utókor.”
Tatán, a templom előtti tér rendezésekor, 1940-ben szobrot emeltek emlékére, ami Ungvári Lajos alkotása.
Fia, Fellner József (1773–?) ugyancsak építész lett, aki Bécsben a Képzőművészeti Akadémián Gundel-díjat nyert és a pápai uradalomban kapott állást.

## Munkái
- 1751–1776 tatai Esterházy-kastély
- 1751–1783 tatai római katolikus plébániatemplom
- 1753 Lapatári malom, ma: Tatabánya-Kertváros
- 1754 Tata, kálvária kápolna
- 1754–1758 cseklészi kastély
- 1759–1760 szári katolikus templom
- 1760 Vigántpetend Keresztelő Szent János római katolikus templom
- 1760–1765 Esterházy-kastély (Csákvár)
- 1761 Vértesboglár plébániaház
- 1762–1767 móri Lamberg-kastély
- 1763–1769 egri érseki palota
- 1765–1780 egri líceum (mára egyetem)
- 1765–1776 veszprémi püspöki (mára érseki) palota
- 1766 egri püspöki kastély lépcsőháza és kápolnája
- 1767–1770 tatai piarista rendház
- 1768 Vértesboglár vendéglő
- 1770–1778 veszprémi aggpapok háza
- 1771–1775 császári római katolikus templom
- 1773–1775 veszprémi szeminárium
- 1773 pápai Esterházy-kastély belső átalakítása
- 1774–1776 egri nagypréposti palota
- 1774–1783 pápai katolikus nagytemplom
- 1775–1777 nagyigmándi római katolikus templom
- 1777 Gyömrő, Nepomuki Szent János római katolikus templom
- 1777 Borsodszirák, római katolikus templom
- 1777 Ászár, római katolikus templom
- 1773 Pápa, római katolikus templom
- Kocs, római katolikus templom
- Számos malom, például Tatán a Miklós-, a Nepomucenus-, a József-, a Cifra- és a Tóvárosi malom
- Több vidéki fogadót, plébániatemplomot, gazdasági épületet és udvarházat valósított meg

## Emlékezete
- 2024 óta nevét viseli az 589887 Fellnerjakab kisbolygó.[1]